# 70.8 (musée)
70.8 est un musée à Brest consacré à la mer et aux innovations maritimes. Il est situé dans les ateliers des Capucins.
Son nom fait référence à la proportion de la surface de la terre occupée par les mers et océans : 70.8 %.

## Historique
Le musée 70.8 est rattaché à Océanopolis, centre de culture scientifique dédié à l'océan. Ces deux structures sont gérées par Brest'Aim, gestionnaire des équipements appartenant à Brest métropole.
Il a été conçu avec l’aide de 110 structures nationales, régionales ou locales (grandes écoles, centres de recherche, réseaux d’acteurs, grandes entreprises).
La surface d'exposition est de 900 m2.
Il  a été inauguré le 28 mai 2021, sous le parrainage de Thomas Coville et a ouvert ses portes au public le 29 mai 2021 .
Après un an et demi d'exploitation, le musée a accueilli 22 000 visiteurs, ce qui est inférieur aux objectifs initiaux. Mais la direction se félicite de la satisfaction des visiteurs.

## Exposition
Brest métropole a voulu que ce musée soit la vitrine de l'excellence maritime du territoire en matière de recherche, de développement technologique et d’innovation.

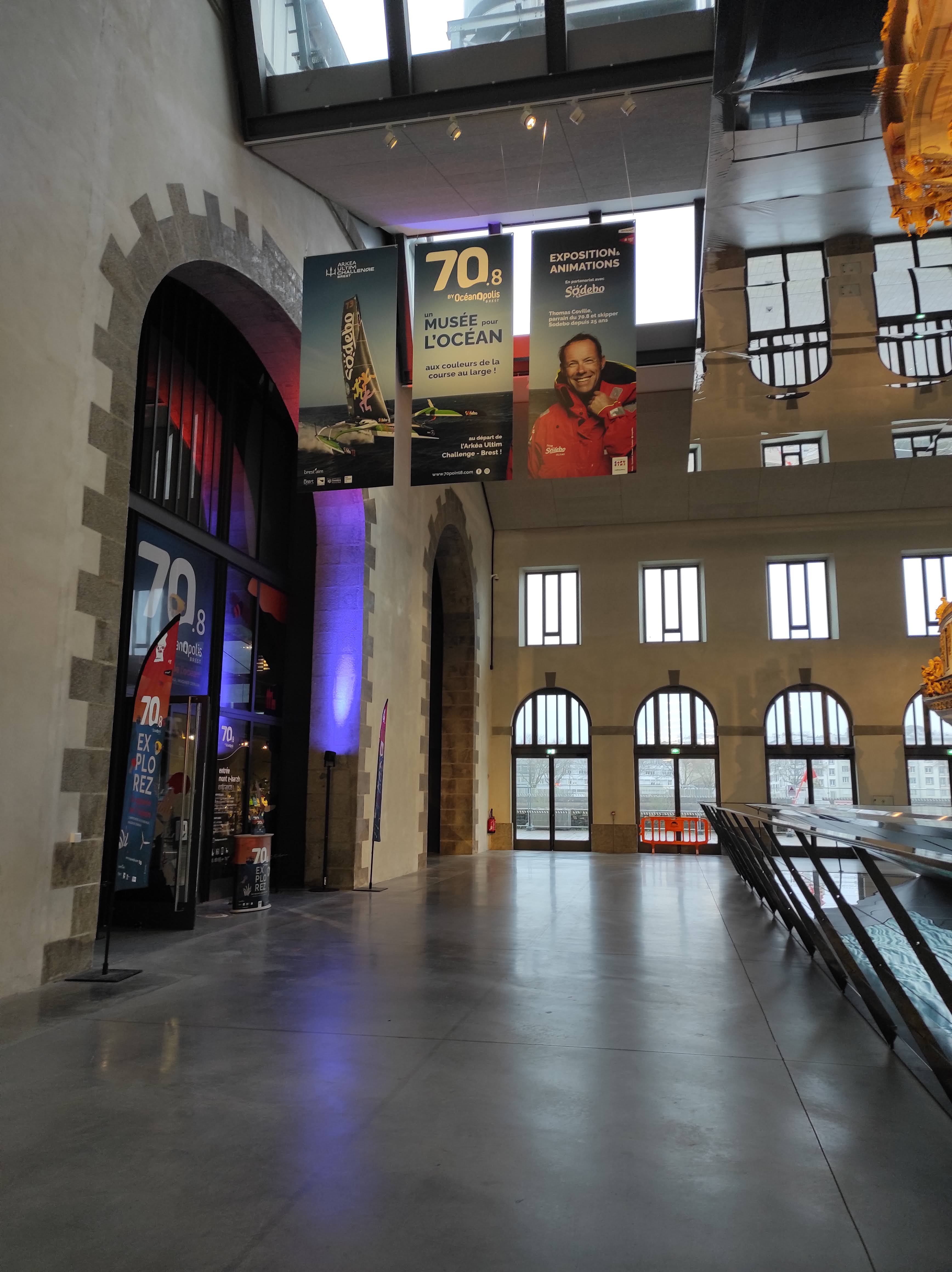
Musée 70.8 - entrée

L'exposition est organisée autour de 3 thèmes :
- Étudier l'océan pour mieux le comprendre
- L'océan, espace de ressources pour le futur
- L'océan, territoire de navigation.

### Sites externes
- Site officiel du musée 70.8